# Praia de Gold
Gold (em inglês Gold Beach), chamada comummente de Praia Gold, foi o nome de código de um dos cinco setores de desembarque de praia do componente de assalto anfíbio da Operação Overlord ao território da França ocupada, em 6 de junho de 1944, durante a Segunda Guerra Mundial. A praia Gold, a região mais central dos desembarques, estava localizada entre Port-en-Bessin no oeste e La Rivière no leste. Altas colinas na área mais ocidental da praia fez com que o desembarque principal de Gold fosse feito entre Le Hamel e La Rivière, em setores nomeados Jig e King. Tomar a praia de Gold era responsabilidade do Exército Britânico, apoiados pela Marinha Real, além de elementos navais da Holanda, Polônia e outras nações Aliadas.
O objetivo das tropas Aliadas em Gold era assegurar a cabeça de praia, mover para o oeste e capturar a região de Arromanches e estabelecer contato com o exército dos Estados Unidos em Omaha, capturar Bayeux e o pequeno porto em Port-en-Bessin, e finalmente se conectar com o exército canadense em Juno no leste. A região de Gold era defendida por elementos da 352ª e 716ª Divisões de Infantaria da Wehrmacht (o exército alemão). Cerca de 2 000 defensores estavam estacionados próximos a praia. Sob a liderança do generalfeldmarschall Erwin Rommel, desde outubro de 1943 as defesas costeiras pela Normandia haviam sido fortificadas.
No Dia D em Gold, o bombardeio naval começou as 05:30h da manhã de 6 de junho e os desembarques anfíbios começaram as 07:25h. Fortes ventos dificultaram as operações de desembarque e os tanques DD foram lançados ou perto demais ou longe demais do local planejado. Contudo, os bombardeios navais foram bem sucedidos. Três dos quatro canhões alemães na costa foram destruídos por disparos dos cruzadores HMS Ajax e HMS Argonaut as 06:20h. O quarto canhão continuou em operação até o período da tarde, até que a guarnição alemã da região se rendeu no dia 7. Já os ataques aéreos Aliados não foram tão bem sucedidos, com seus aviões não conseguindo atingir totalmente a fortificação alemã em Le Hamel, que tinha metralhadoras e outros armamentos com visão para as praias. O canhão alemão de 75 mm continuou causando danos até as 16:00h, quando um veículo blindado (VBER) dos engenheiros britânicos lançaram uma bomba petarda na entrada de trás do bunker. Uma segunda casamata alemã em La Rivière tinha um canhão de 88 mm que foi neutralizado por um tanque inglês as 07:30h.
A infantaria britânica foi bem sucedida em limpar as fortificações alemãs ao longo da costa e avançaram terra adentro para capturar seus objetivos. Comandos (forças especiais) do exército inglês avançaram sobre Port-en-Bessin e tomaram o controle da região a 7 de junho após uma curta mas sangrenta batalha. No flanco mais a oeste, o 1º batalhão do Regimento Hampshire tomou Arromanches e a 69ª Brigada de Infantaria britânica no leste fez contato com os canadenses em Juno, conforme o planejado. Um dos atos de heroísmo na batalha foi quando o sargento-major Stanley Hollis, que recebeu a medalha Cruz de Vitória no Dia D, liderou um valente ataque contra duas casamatas alemãs na bateria do Monte Fleury. Enfrentando feroz resistência inimiga, a cidade de Bayeux, ultimo ponto estratégico a ser tomado, só caiu no dia seguinte aos desembarques. Vitoriosos em todos os seus objetivos, os britânicos perderam mais de 1 000 homens (entre mortos e feridos) na região da Praia Gold. As perdas alemãs são desconhecidas, mas presume-se que tenham sido bem altas também.

## Fotos

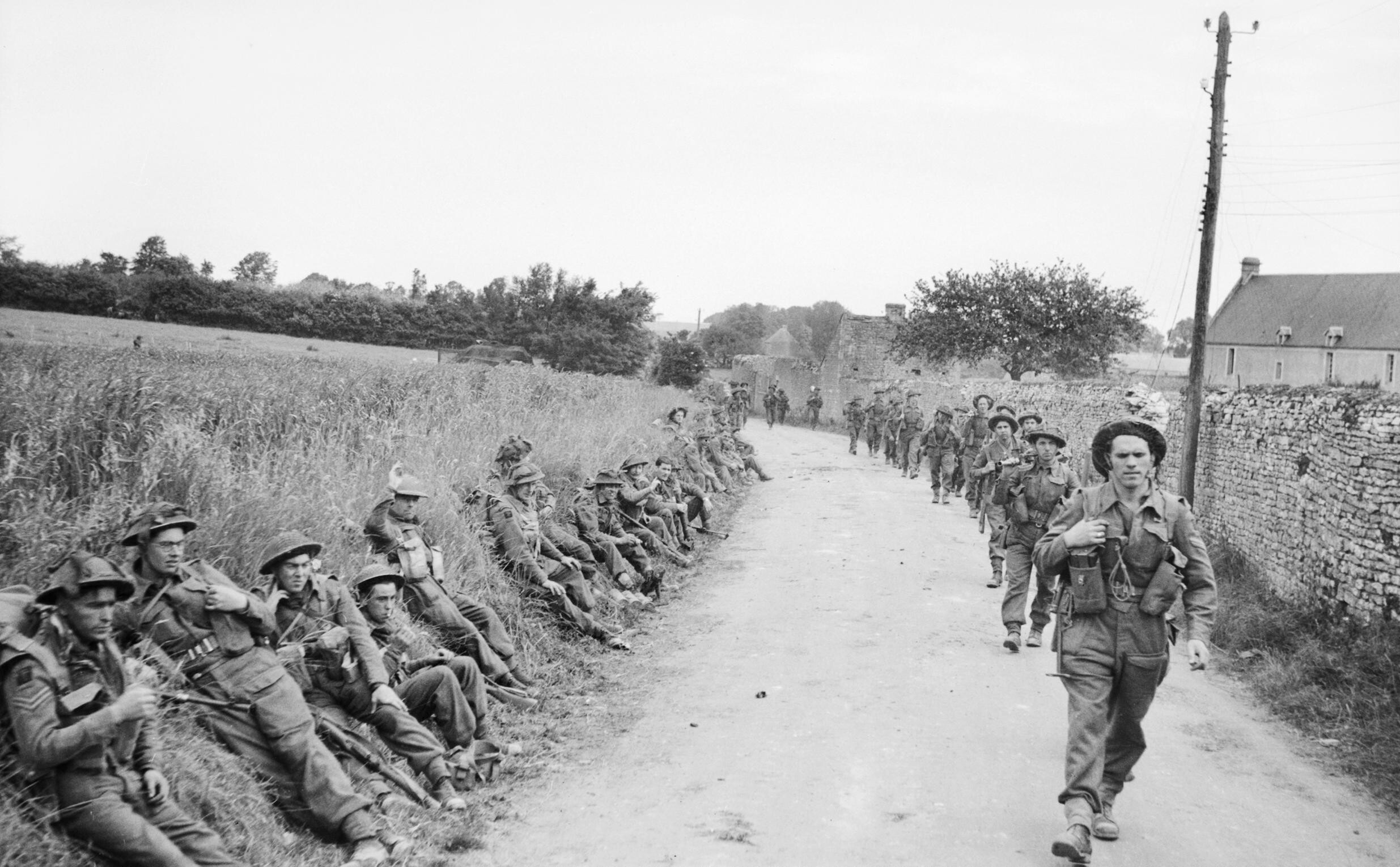
Soldados britânicos na Normandia.
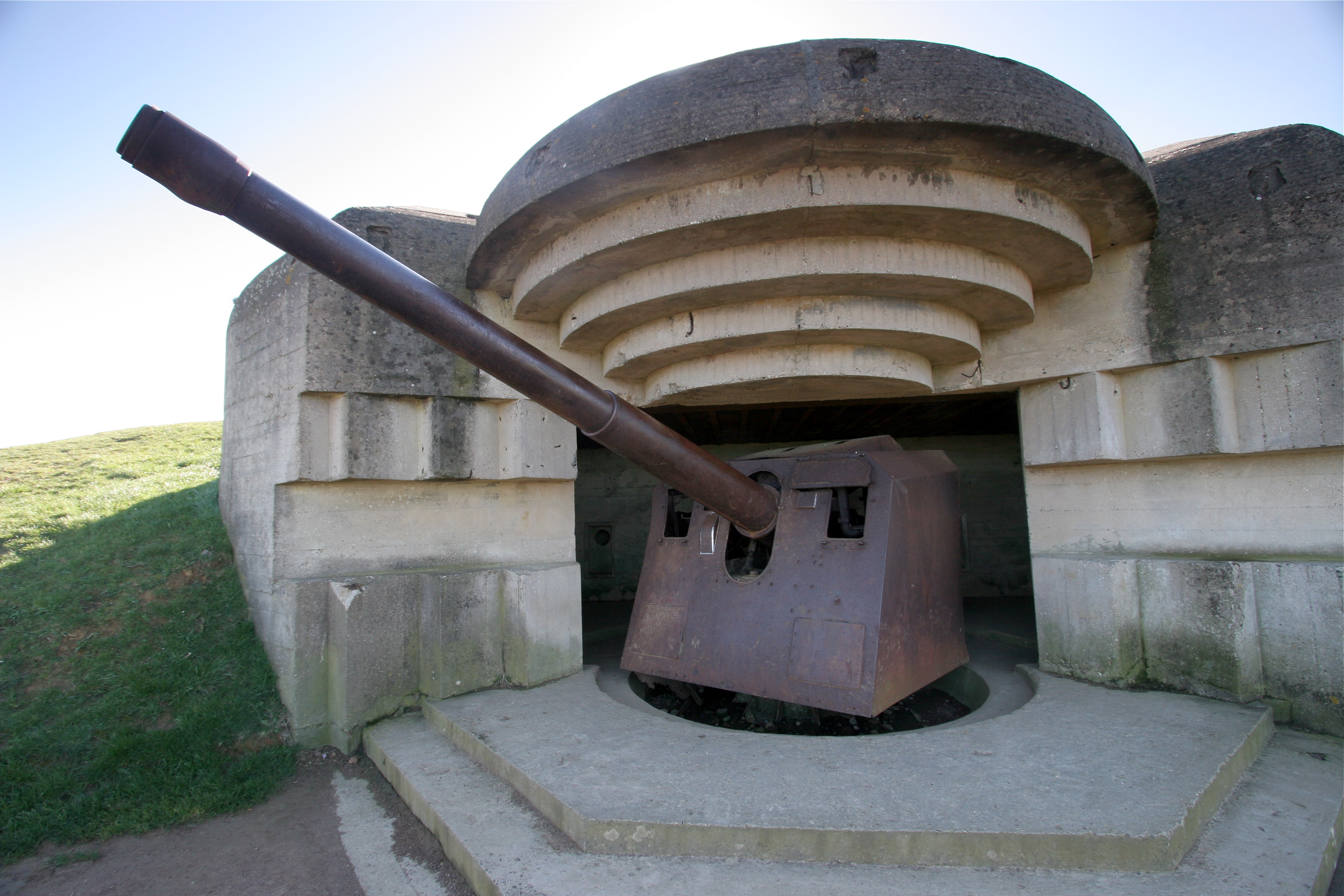
Uma peça de artilharia alemã na costa.
Homens e blindados desembarcando em Gold.